# Портнянская, Светлана
Светлана Портнянская — российская и американская певица.

## Биография
Родилась в Москве, на Сретенке. Окончила Государственный музыкально-педагогический институт имени Гнесиных в Москве. Работала в Москонцерте и Московском еврейском театре «Шалом» (1988). Лауреат Гран-при Международного телевизионного фестиваля исполнителей поп и рок-музыки «Ступень к Парнасу» (1991). С 1991 года живёт в США. Училась на отделении канторского пения Нью-Йоркской теологической семинарии. После окончания работает кантором в одной из синагог Лос-Анджелеса, выступает с гастролями во многих городах США, Израиля и в России, в частности ежегодно на Международном фестивале искусств имени С. Михоэлса в Москве .
Двое сыновей, старший родился в Москве, младший — в США. Двоюродный брат — бывший глава Миссии НАТО в Москве Гари Табах.

## Концерты
- 2003 — Люблю, пою и помню (Гамбург)[3]
- 2003 — Да будет мир! (гала-концерт звёзд эстрады, Москва)[4]
- 2005 — Концерт с джаз-оркестром И. Бутмана (Бостон)[5]
- 2005 — Международный фестиваль еврейской культуры и искусства (Биробиджан)[6]
- 2007 — О любви в два голоса (Калифорния)[7][8]
- 2007 — IX Международный фестиваль еврейской культуры и искусства (Биробиджан)
- 2008 — О любви в два голоса (Израиль)[9]
- 2012—Голос души(Германия)]

## Дискография
- 1990 — Мир Вам! Шалом! [10]
- 1998 — Популярные еврейские песни и русские романсы
- 1999 — Популярные еврейские песни, русские романсы, шедевры мировой классической музыки
- 2002 — Еврейская народная песня[11]
- 2004 — Еврейские песни о главном
- 2003 — Русские романсы[12]
- 2005 — Live Concert in New York with Oleg Butman’s Quartet. The Greatest Jewish Hits